# Volo Aeroflot 826
Il volo Aeroflot 826 era un volo passeggeri di linea dall'aeroporto Internazionale di Luhans'k all'aeroporto di Leopoli, nell'allora RSS Ucraina. Domenica 3 agosto 1969, un Antonov An-24B operante il volo si schiantò provocando la morte di tutti i 55 a bordo.

## L'aereo
L'aereo coinvolto era un Antonov An-24B, numero di serie 77303206 e registrato come CCCP-46248. La data di produzione era il 23 marzo 1967 e al momento dello schianto aveva accumulato un totale di 4 557 ore di volo in 4 789 cicli di decollo-atterraggio.

## L'incidente
Alle 15:47 l'aereo partì da Dnipropetrovsk. Alle 15:58, l'equipaggio riportò un'altitudine di 12 000 piedi (3 700 m) e ricevette il permesso dall'ATC di salire a 14 000 piedi (4 300 m). Questa fu l'ultima trasmissione radio del volo 826. Salendo a 13 000 piedi (4 000 m), la seconda pala dell'elica del motore sinistro si staccò dal mozzo e impattò contro la fusoliera, tranciando i cavi che permettevano di governare gli alettoni e il timone, rendendo l'Antonov incontrollabile. L'aereo quindi virò a sinistra e iniziò a precipitare, entrando in vite. Il velivolo si schiantò al suolo con un angolo di 45-50 gradi e ad una velocità di 500-550 km/h. Alle 16:06, il controllore cercò di comunicare con il volo 826 ma non ricevette risposta. Tutti gli ulteriori tentativi di comunicazione con l'AN-24 non ebbero successo.

## Le indagini
Gli investigatori scoprirono che il distacco della pala dell'elica fu causato dalla fatica meccanica; il processo di rottura venne favorito anche dalla presenza di materiale corrosivo, che venne rinvenuto sulla pala.